# Strobiligera
Strobiligera is een geslacht van slakken uit de familie van de Triphoridae. De wetenschappelijke naam van het geslacht is voor het eerst geldig gepubliceerd in 1924 door Dall.

## Soorten
De volgende soorten zijn bij het geslacht ingedeeld:
- Strobiligera bigemma (Watson, 1880)
- Strobiligera brychia (Bouchet & Guillemot, 1978)
- Strobiligera compsa (Dall, 1927)
- Strobiligera delicata Fernandes & Pimenta, 2014
- Strobiligera dinea (Dall, 1927)
- Strobiligera enopla (Dall, 1927)
- Strobiligera flammulata Bouchet & Warén, 1993
- Strobiligera gaesona (Dall, 1927)
- Strobiligera georgiana (Dall, 1927)
- Strobiligera ibex (Dall, 1881)
- Strobiligera inaudita (Rolán & Lee, 2008[1])
- Strobiligera indigena (Dall, 1927)
- Strobiligera inflata (Watson, 1880)
- Strobiligera lubrica Bouchet & Warén, 1993
- Strobiligera meteora (Dall, 1927)
- Strobiligera pompona (Dall, 1927)
- Strobiligera sentoma (Dall, 1927)
- Strobiligera torticula (Dall, 1881)